# 음악 학교

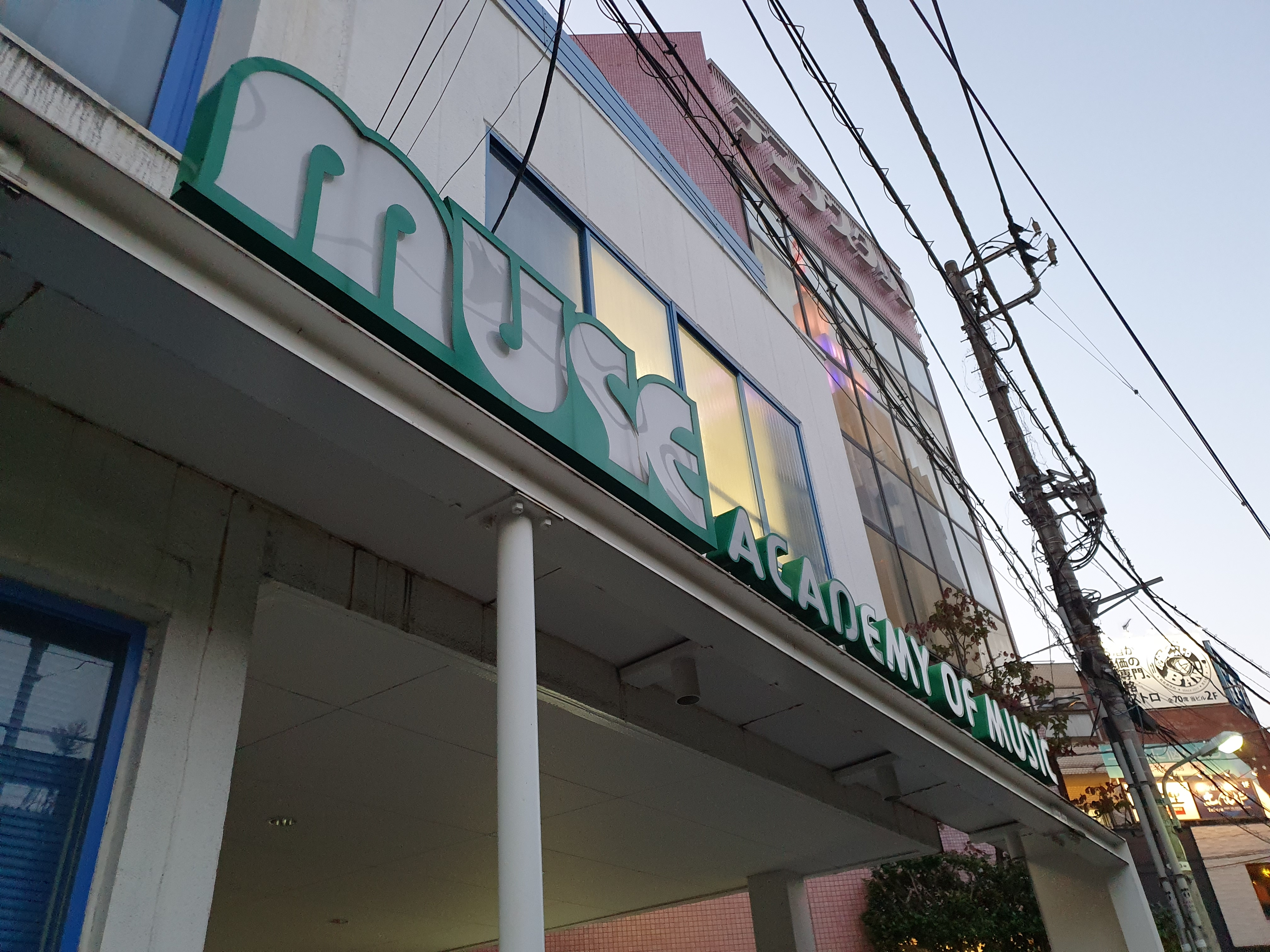

음악 학교(音樂學校, music school)은 음악예능을 전문적으로 가르치는 학교를 말한다. 음악을 연구, 훈련, 연구하는 전문 교육기관이다. 악기 연주, 성악, 작곡, 지휘, 음악성 훈련뿐만 아니라 음악학, 음악사학, 음악 이론과 같은 학술 및 연구 분야에 대한 교육도 이루어진다.
음악 교육은 의무 일반 교육 시스템 내에서 제공되거나 퍼셀 스쿨(Purcell School)과 같은 특수 아동 음악 학교에서도 제공될 수 있다. 음악학원 등 학교 외 교육시설에서도 음악 교육을 받을 수 있다. 베네수엘라의 청소년 오케스트라인 엘 시스테마에서는 núcleos라는 음악 학교를 통해 무료 방과 후 악기 교육을 제공한다.
"음악 학교"라는 용어는 로체스터 대학교의 이스트먼 스쿨 오브 뮤직과 같은 음악 학교와 같은 이름으로 고등 교육 기관에도 적용될 수 있다. 시벨리우스 아카데미(Sibelius Academy) 또는 런던의 왕립음악원과 같은 음악 아카데미, 웨스턴 온타리오 대학의 Don Wright 음악 학부와 같은 음악 학부, 왕립음악대학(Royal College of Music)과 버클리 음악 대학(Berklee College of Music)을 특징으로 하는 음악대학, 캘리포니아 대학교 산타 크루즈 음악학과와 같은 음악학과, 또는 파리국립고등음악무용원(Conservatoire de Paris)과 뉴잉글랜드 음악원(New England Conservatory)이 예시하는 음악원이라는 용어가 있다.

## 같이 보기
- 분류:나라별 음악 학교